# Clemons (Iowa)
Clemons is een plaats (city) in de Amerikaanse staat Iowa, en valt bestuurlijk gezien onder Marshall County.

## Demografie
Bij de volkstelling in 2000 werd het aantal inwoners vastgesteld op 148. In 2006 is het aantal inwoners door het United States Census Bureau geschat op eveneens 148.

## Geografie
Volgens het United States Census Bureau beslaat de plaats een oppervlakte van 0,7 km², geheel bestaande uit land.

## Plaatsen in de nabije omgeving
De onderstaande figuur toont nabijgelegen plaatsen in een straal van 16 km rond Clemons.